# Jean Rouxel (chimiste)
Pour les articles homonymes, voir Jean Rouxel et Rouxel.
Jean Rouxel, né le 24 février 1935 à Malestroit et mort le 19 mars 1998 à Nantes,,,, est un chimiste français.
Il est spécialiste de chimie inorganique à l'Institut des matériaux de Nantes et titulaire de la chaire de chimie des solides au Collège de France. Il est nommé membre senior de l'Institut universitaire de France en 1991 pour une durée de cinq ans et jury des membres seniors en 1992. Il obtient le prix de recherche Humboldt en 1992 et la médaille d'or du CNRS en 1997.
Il est nommé chevalier de la Légion d'honneur en 1988 et promu officier en 1997.